# Паспорт гражданина Республики Южная Осетия

Обложка паспорта гражданина Южной Осетии

Страницы внутри паспорта

Па́спорт граждани́на Респу́блики Ю́жная Осе́тия — официальный документ, определяющий гражданство частично признанного государства Южная Осетия.

## Предназначение
Паспорт предназначен для удостоверения личности и использования только в некоторых странах и в некоторых частично признанных и непризнанных государствах (Южная Осетия не признаётся многими государствами).

## История
Первые предложения ввести национальный паспорт были озвучены ещё в 1990-х годах, но в то время руководство страны не придавало этому большого значения, поэтому паспорт был введён лишь 16 августа 2006 года. Первым человеком, получившим паспорт гражданина Южной Осетии стал её Президент — Эдуард Кокойты. До этого и в настоящее время жителями Южной Осетии использовались российские и советские паспорта. Некоторые граждане Южной Осетии — грузинской национальности также предпочли получить югоосетинские паспорта. Из других известных людей паспорт получил главный государственный санитарный врач России Геннадий Онищенко, а также ряд известных российских политиков, журналистов и деятелей культуры и искусства.
1 февраля 2010 года подписано соглашение о безвизовом режиме между Россией и Южной Осетией, что официально регламентирует действие паспортов Южной Осетии на территории РФ. Безвизовый режим вступил в силу 4 марта 2010.
С 1 августа 2014 года начался приём заявок на оформление паспорта гражданина Республики Южная Осетия, удостоверяющего личность гражданина Республики Южная Осетия за пределами Республики (загранпаспорт).

## Описание
Обложка паспорта бордового цвета. В центре неё изображён государственный герб Южной Осетии. Под гербом находится надпись «ПАСПОРТ» на осетинском языке (совпадает с русским), а над гербом — надписи «Республика Южная Осетия» на русском языке и «Республикæ Хуссар Ирыстон» на осетинском языке.

## Возможность второго гражданства
В Южной Осетии избирательно разрешено множественное гражданство — в частности к 2019 году 95 % населения Южной Осетии имело двойное гражданство (российское и южноосетинское), соответственно большая часть граждан ЮО имели российский и южноосетинский паспорта. При этом сообщалось о незаконности грузинского гражданства в качестве второго.
При этом в ЕС с 2022 года не признаются российские паспорта, выданные в Южной Осетии. Согласно отчёту международной неправительственной организацией «Кризисная группа», на 2010 год бесплатную медицинскую помощь в России могут получить только те югоосетины, у которых есть внутренний российский паспорт с пропиской.